# Mahnomen (hrabstwo St. Louis)
Mahnomen – jednostka osadnicza w Stanach Zjednoczonych, w stanie Minnesota, w hrabstwie St. Louis.